# Alfred Mikuda
Alfred Mikuda (* 12. Juni 1924; † 25. September 1991) war ein  deutscher Fußballspieler. Der Defensivspieler absolvierte bei den Vereinen STV Horst-Emscher, Borussia Dortmund und Schwarz-Weiß Essen von 1947 bis 1957 insgesamt 239 Ligaspiele in der damals erstklassigen Fußball-Oberliga West. In der Saison 1952/53 gewann der Verteidiger mit Dortmund die Oberliga-Meisterschaft.

## Laufbahn als Fußballer
Nach der Saison 1946/47, Mikuda hatte mit Sportfreunde Gladbeck in der Bezirksklasse Gelsenkirchen gespielt, schloss sich der Defensivspieler zum Start der Oberliga West, 1947/48, dem STV Horst-Emscher an. Mit dem Team aus dem Stadtteil Horst eröffnete er am 14. September 1947 die Ära der erstklassigen Oberliga West. Das Debütspiel verloren die „Emscher-Husaren“ im Fürstenbergstadion gegen Rot-Weiß Oberhausen mit 2:5; Mikuda hatte dabei mit Erich Wieding und Ewald Wischner die Läuferreihe des Gastgebers gebildet. In einer 13er-Staffel belegte der STV den dritten Rang und Mikuda hatte 22 Ligaspiele absolviert. Der FC Schalke 04 musste sich mit dem 6. Rang begnügen. Das Hinrundenspiel am 30. November 1947 gewann Horst mit 1:0 in Schalke, in der Rückrunde glückte ein 3:1-Heimerfolg. Nach der Ligarunde verlor Mikuda am 9. Mai in Hamburg mit Horst-Emscher im Wettbewerb um die Britische Zonenmeisterschaft mit 1:3 gegen den FC St. Pauli. Mikuda wurde wie seine Mannschaftskameraden Wieding und Alfred Kelbassa im „Revier-Team“ der Saison 1947/48 notiert.
Im zweiten Jahr der Oberliga West, 1948/49, erreichte der STV wiederum den 3. Rang, Schalke dagegen kämpfte gegen den Abstieg. Mikuda hatte 22 Ligaspiele absolviert und Bernhard Klodt hatte jetzt am Flügel für die Horster gestürmt. Beide Derbys gegen Schalke gewann das Team vom Fürstenbergstadion (4:2, 4:1). In der Saison 1949/50 belegte der STV mit 23:7 Punkten nach der Hinrunde den 1. Rang, einen Punkt vor Dortmund und drei vor Erkenschwick. Mit einem 2:1-Heimerfolg waren die Horster am 11. September 1949 gegen Borussia Dortmund in die Runde gestartet. In einem Nachholspiel wurde am 18. Dezember der FC Schalke 04 mit 2:1 besiegt. In der Rückrunde lief es nicht mehr so gut, am Rundenende belegte Horst mit 37:23 Punkten den vierten Rang. Verletzungsbedingt hatte Mikuda in nur 14 Ligaspielen mitgewirkt. Kurz vor Rundenende wurde bekannt, dass die Emscher-Husaren vier Stammspieler – Kurt Sahm, Mikuda, Wischner, Wieding – an Borussia Dortmund verlieren würden. Unter diesen Umständen verwundert die 2:3-Niederlage am 21. Mai im Achtelfinale um die deutsche Fußballmeisterschaft gegen die SpVgg Fürth nicht besonders. Mikuda bildete dabei mit Bernhard Wischmeier vor Torhüter Heinz Flotho das Verteidigerpaar des STV.
Durch Spruchkammerurteil wurden Mikuda, Wieding und Wischner bis Ende November gesperrt. Zum Debüt in der Oberliga beim BVB kommt Mikuda dadurch am 3. Dezember 1950 bei einem 2:1-Auswärtserfolg beim 1. FC Köln. Am Rundenende belegen die Schwarz-Gelben den 3. Rang und Mikuda war in 16 Spielen aufgelaufen. In seinem zweiten Jahr in Dortmund, 1951/52, erlebt der Verteidiger eine schlechte Hinrunde mit 14:16 Punkten, mit dabei eine 2:3-Heimniederlage im November 1951 gegen seinen vorherigen Verein STV Horst-Emscher. In der Rückrunde rollte es beim BVB wieder, mit der Bilanz von 20:10 Punkten erreichen Mikuda und Kollegen noch den 4. Platz in der Schlusstabelle. Mikuda hat alle 30 Rundenspiele bestritten und wird im Revier-Team als linker Verteidiger aufgeführt.
Zur herausragenden Saison in seiner fußballerischen Karriere wurde für Mikuda die Spielzeit 1952/53. Mit drei Punkten Vorsprung gegenüber dem 1. FC Köln und sechs Punkten gegenüber dem Titelverteidiger Rot-Weiss Essen gewann er mit Dortmund die Meisterschaft in der Oberliga West. Der startschnelle und mit gutem Kopfballspiel ausgestattete Klasseverteidiger hatte in der Liga alle 30 Rundenspiele, wie Angreifer Edmond Kasperski, bestritten. Er bildete zusammen mit Torhüter Heinrich Kwiatkowski, Mittelläufer Paul Koschmieder und Außenläufer Erich Schanko die Konstante in der Defensive des Teams von Trainer Hans Schmidt, welche mit 36 Gegentoren die beste Bilanz in der Westliga vorzuweisen hatte. Im Angriff sorgten Franz Farke, Alfred Niepieklo (je 17 Tore), Alfred Preißler (15) und Kasperski mit 14 Treffern für die meiste Torgefahr des Meisters.
In die Gruppenphase der Endrunde um die deutsche Meisterschaft startete die Borussia am 3. Mai 1953 im mit 45.000 Zuschauern ausverkauften Stadion Rote Erde mit einem 2:1-Heimerfolg gegen den VfB Stuttgart. Mikuda hatte es als linker Verteidiger im damaligen WM-System in den überwiegenden Zweikämpfen mit VfB-Rechtsaußen Otto Baitinger zu tun gehabt. Es folgten je zwei Erfolge gegen den Hamburger SV (4:3, 4:1) und Union 06 Berlin (4:0, 2:0), ehe am 7. Juni das entscheidende letzte Gruppenspiel in Stuttgart gegen den mit zwei Punkten zurückliegenden VfB anstand. Vor 63.000 Zuschauern im Neckarstadion entschied das Team von Trainer Georg Wurzer mit zwei Treffern in der zweiten Halbzeit die Partie mit 2:1 für sich. Punktgleich, beide Teams wiesen 10:2 Punkte vor, mit dem um 0,238 Tore besseren Trefferverhältnis zogen die Schwaben in das Finale am 21. Juni in Berlin gegen den 1. FC Kaiserslautern ein. Mikuda hatte alle sechs Endrundenspiele bestritten und wechselte nach drei Jahren in Dortmund zur Runde 1953/54 zu Schwarz-Weiß Essen.
Unter Trainer Fritz Buchloh und an der Seite von Mitspielern wie Edmund Kasperski, Siegfried Burkhardt, Adolf Knoll, Hubert Schieth, Hans Zerres und Kurt Zaro belegte der ETB mit einem Punkt Rückstand zu Borussia Dortmund den 6. Rang. Beide Spiele gegen die rot-weißen Lokalrivalen aus Bergeborbeck gingen verloren (1:2, 3:4). Mikuda hatte lediglich in zwei Ligaspielen gefehlt. In seiner zweiten Runde in Essen, 1954/55, absolvierte der Verteidiger alle 30 Rundenspiele, am Rundenende belegten die Schwarz-Weißen aber den 12. Rang. In der Saison 1956/57 stieg der 32-jährige Mikuda mit Schwarz-Weiß Essen aus der Oberliga West ab. Es waren jetzt zwar mit Theo Klöckner, Heinz Steinmann und Karlheinz Mozin junge Leute nachgerückt, aber mit 4:26 Auswärtspunkten war der Klassenerhalt nicht zu realisieren. Am letzten Rundenspieltag, den 18. Mai 1957, verloren Mikuda und Kollegen mit 2:3 das Auswärtsspiel bei Fortuna Düsseldorf, wobei sie bis zur 52. Minute mit 2:0 in Führung gelegen hatten. Durch einen 2:0-Heimerfolg erreichte der SV Sodingen den Punktegleichstand mit SW Essen und hielt damit mit einem drei Zehntel besseren Torverhältnis die Klasse.
Mikuda ging mit dem ETB noch ein Jahr mit in die 2. Liga West, absolvierte beim Erreichen des 7. Ranges 1957/58 nochmals 22 Rundenspiele und beendete im Sommer 1958 seine elfjährige Laufbahn im westdeutschen Spitzenfußball.